# Skagershultsmossen-Torp
Skagershultsmossen-Torp este o arie protejată (arie specială de conservare — SAC, sit de importanță comunitară — SCI, arie de protecție specială avifaunistică — SPA) din Suedia întinsă pe o suprafață de 175 ha, integral pe uscat.

## Localizare
Centrul sitului Skagershultsmossen-Torp este situat la coordonatele 59°07′21″N 14°45′03″E / 59.1226°N 14.7509°E.

## Înființare
Situl Skagershultsmossen-Torp a fost declarat sit de importanță comunitară în iulie 2000 pentru a proteja 5 specii de animale. Alte tipuri de protecție:
- arie de protecție specială avifaunistică (în iulie 2000)[2]
- arie specială de conservare (în martie 2011)[1][3][4]

## Biodiversitate
Situată în ecoregiunea boreală, aria protejată conține 2 habitate naturale: Taiga vestică, Turbării active.
La baza desemnării sitului se află mai multe specii protejate de  păsări (5): cocor (Grus grus), vultur pescar (Pandion haliaetus), ploier auriu (Pluvialis apricaria), cocoșul de mesteacăn (Tetrao tetrix tetrix), fluierar de mlaștină (Tringa glareola).